# Wywiad Skarbowy
Wywiad Skarbowy – dawny, powstały w 1998 urząd w Polsce, podlegający Generalnemu Inspektorowi Kontroli Skarbowej. Wcześniej działał pod nazwą Biuro Dokumentacji Skarbowej (BDS), następnie w ramach Departamentu Kontroli Skarbowej II i dalej jako Departament Kontroli Resortowej (DKR).
Jego zadania stanowiły szczególną formę wykonywania kontroli skarbowej. Swym zakresem obejmował czynności, w tym również czynności operacyjno-rozpoznawcze, pozwalające m.in. na:
- określenie rzetelności deklarowanych podstaw opodatkowania,
- ujawnianie niezgłoszonej do opodatkowania działalności gospodarczej i dochodów nieznajdujących pokrycia w ujawnionych źródłach przychodów,
- kontrolę finansów jednostek samorządowych,
- kontrolę towarową z zagranicą,
- ujawnianie i zapobieganie korupcji.

Podstawą prawną działania wywiadu skarbowego była ustawa z 28 września 1991 r. o kontroli skarbowej.
Pracownicy komórek wywiadu skarbowego, w zakresie wykonywanych czynności operacyjno-rozpoznawczych, podlegali nadzorowi Generalnego Inspektora Kontroli Skarbowej. Generalny Inspektor Kontroli Skarbowej sprawował nadzór przy pomocy komórki organizacyjnej wyodrębnionej w strukturze urzędu obsługującego Ministra Finansów, którą był Departament Wywiadu Skarbowego.
Wywiad skarbowy uzyskiwał, gromadził, przetwarzał i wykorzystywał informacje o m.in. dochodach, obrotach, rzeczach i prawach majątkowych podmiotów podlegających kontroli skarbowej. W trakcie wykonywania zadań, w uzasadnionych przypadkach określonych w ustawie o kontroli skarbowej, pracownicy wywiadu skarbowego mogli zastosować, za zgodą sądu, kontrolę operacyjną (m.in. podsłuch). W czasie wykonywania swoich czynności pracownicy wywiadu skarbowego mogli współpracować z osobami chcącymi udzielić informacji kontroli skarbowej.